# Lenda da princesa e do pastor no reino das Sete Cidades

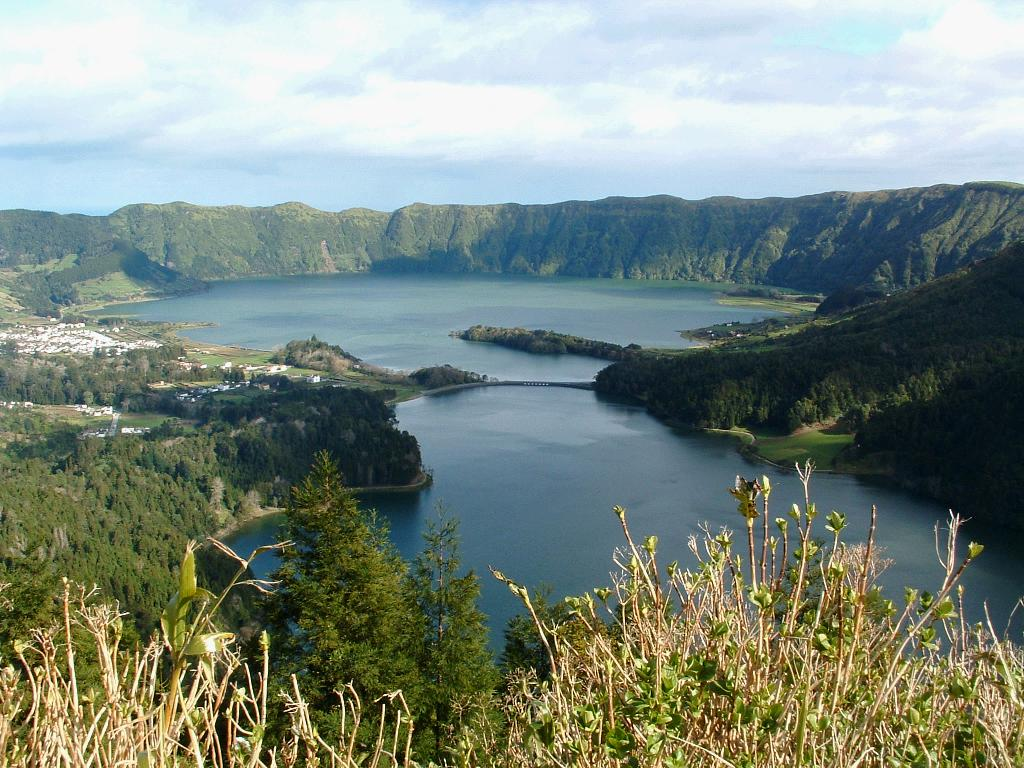
Lagoas das Sete Cidades, São Miguel.

A Lenda da princesa e do pastor no reino das Sete Cidades é uma tradição oral da ilha de São Miguel, nos Açores. Versa sobre a origem das lagoas da caldeira do vulcão das Sete Cidades que, apesar de unidas, têm duas cores diferentes, sendo uma verde e outra azul. Esta lenda faz parte do complexo lendário das Sete Cidades, um reino antigo e mítico, perdido algures no grande mar oceano acidental.

## Lenda
Os reis desta terra encantada tinham uma linda filha que não gostava de se sentir presa entre as muralhas do castelo e saía todos os dias para os campos. Adorava o verde e as flores, o canto dos pássaros, o mar no horizonte. Passeava-se pelas aldeias, pelos montes e pelos vales.
Durante um dos seus passeios pelos campos conheceu um pastor, filho de gente simples do campo que vinha do trabalho com os seus rebanhos. Conversaram quase toda uma tarde das coisas da vida, e viram que gostavam das mesmas coisas. Dessa conversa demorada veio a nascer o amor e passaram a encontrar-se todos os dias, jurando amores 
No entanto a princesa já com o destino traçado pelos seus pais, tinha o casamento marcado com um príncipe de um reino vizinho. E quando o seu pai soube desses encontros com o pastor, tratou de os proibir, concedendo-lhe no entanto um encontro derradeiro para a despedida.
Quando os dois apaixonados se encontraram pela última vez, choraram tanto que junto aos seus pés aos poucos foram crescendo duas lagoas. Uma das lagoas, com águas de cor azul, nasceu das lágrimas derramadas pelos olhos também azuis da princesa. A outras, de cor verde, nasceu das lágrimas derramadas dos olhos também verdes do pastor.
Para o futuro ficou, reza a lenda, que se os dois apaixonados não puderam viver juntos para sempre, pelo menos as lagoas nascidas das suas lágrimas ficaram juntas para sempre, jamais se separaram.
- Lista de lendas dos Açores
- Lagoa das Sete Cidades
- Caldeira das Sete Cidades